# Jazmin Carlin
Jazmin Roxy Carlin (Swindon, 17 settembre 1990) è un'ex nuotatrice britannica vincitrice di due medaglie d'argento alle Olimpiadi di Rio de Janeiro 2016 nei 400m e 800m stile libero.

## Carriera
Nata a Swindon, in Inghilterra, da genitori di origini gallesi, Carlin si è trasferita con la sua famiglia a Swansea, in Galles, all'età di 16 anni. Reduce dalla medaglia di bronzo vinta nella staffetta 4x200m stile libero agli europei giovanili di Budapest 2005, cinque mesi dopo ha partecipato anche agli europei in vasca corta di Trieste venendo eliminata nelle batterie dei 200 e 400 metri stile libero.
Ai mondiali di Roma 2009 ha conquistato la sua prima medaglia senior vincendo nuovamente il bronzo nella staffetta 4x200m sl insieme a Joanne Jackson, Caitlin McClatchey e Rebecca Adlington, stabilendo pure il record europeo con il tempo di 7'45"51. L'anno seguente, dopo un nuovo bronzo vinto nella staffetta 4x200m sl ai campionati europei, Jazmin Carlin ha coronato una stagione particolarmente positiva vincendo per il Galles la medaglia d'argento nei 200m sl e quella di bronzo nei 400m sl ai Giochi del Commonwealth di Delhi 2010. Nonostante la sua carriera fosse in ascesa, problemi legati alla mononucleosi e a tonsilliti l'hanno ostacolata durante le selezioni per l'Olimpiade di Londra 2012 impedendole alla fine di parteciparvi.
Tornata in piena forma a gareggiare, nel 2014 Carlin si è laureata campionessa europea nei 400m sl e negli 800m sl, stabilendo su quest'ultima distanza il record dei campionati europei con il tempo di 8'15"54. La distanza degli 800 metri le ha anche fruttato la medaglia di bronzo ai mondiali di Kazan' 2015 e il titolo europeo in vasca corta lo stesso anno; sempre agli europei in vasca corta di Netanya 2015, ha inoltre vinto i 400m sl davanti Katinka Hosszú. 
Prende parte alla sua prima Olimpiade durante i Giochi di Rio de Janeiro 2016, vincendo due medaglie d'argento nei 400m e negli 800m stile libero piazzandosi in entrambi i casi dietro la statunitense Katie Ledecky che ha stabilito due record mondiali.

## Palmarès
- Giochi olimpici

Rio de Janeiro 2016: argento nei 400m sl e negli 800m sl.
- Mondiali

Roma 2009: bronzo nella 4x200m sl.
Kazan 2015: bronzo negli 800m sl.
- Mondiali in vasca corta

Doha 2014: argento negli 800m sl.
- Europei

Budapest 2010: bronzo nella 4x200m sl.
Berlino 2014: oro nei 400m sl e negli 800m sl.
Londra 2016: argento nei 400m sl e negli 800m sl.
- Europei in vasca corta

Netanya 2015: oro nei 400m sl e negli 800m sl.
- Giochi del Commonwealth

Delhi 2010: argento nei 200m sl e bronzo nei 400m sl.
Glasgow 2014: oro negli 800m sl e argento nei 400m sl.
- Europei giovanili

Budapest 2005: bronzo nella 4x200m sl.